# جائزة اليابان الكبرى 2004
جائزة اليابان الكبرى 2004 (بالإنجليزية: 2004 Japanese Grand Prix) هو سباق فورمولا 1 أقيم بتاريخ 10 أكتوبر 2004 في حلبة سوزوكا، ميه، اليابان. كان السابع عشر من أصل 18 في بطولة العالم لسباقات الفورمولا واحد موسم 2004.